# Малік Фофана
Малік Фофана (фр. Malick Fofana, нар. 31 березня 2005) — бельгійський футболіст, нападник клубу «Гент».
Виступав, зокрема, за клуб «Гент», а також юнацьку збірну Бельгії.

## Клубна кар'єра
Народився 31 березня 2005 року. Вихованець юнацьких команд футбольних клубів «Ендрахт» та «Гент».
У дорослому футболі дебютував 2022 року виступами за команду «Гент», кольори якої захищає й донині.

## Виступи за збірні
У 2020 році дебютував у складі юнацької збірної Бельгії (U-15), загалом на юнацькому рівні взяв участь у 17 іграх, відзначившись 5 забитими голами.